# Mikałaj Ananjeu
Mikałaj Kanstancinawicz Ananjeu (biał. Мікалай Канстанцінавіч Ананьеў; ros. Николай Константинович Ананьев, Nikołaj Konstantinowicz Ananjew; ur. 12 kwietnia 1949 w Osipowiczach – białoruski działacz sportowy i polityk, w latach 1998–1999 minister sportu i turystyki Białorusi, od 2012 roku wiceprezes Komitetu Olimpijskiego Białorusi.

## Życiorys
Urodził się 12 kwietnia 1949 roku w Osipowiczach, w obwodzie bobrujskim Białoruskiej SRR, ZSRR. W 1975 roku ukończył Białoruski Państwowy Instytut Kultury Fizycznej, w 1989 roku – Białoruską Państwową Akademię Gospodarstwa Wiejskiego. 
W latach 1970–1971 pełnił funkcję Osipowickiego Rejonowego Komitetu Sportowego. Od 1972 do 1979 roku był dyrektorem, trenerem Dziecięco-Młodzieżowej Szkoły Sportowej w Osipowiczach. W latach 1979–1986 pracował jako instruktor, kierownik Wydziału Osipowickiego Komitetu Miejskiego Komunistycznej Partii Białorusi. W latach 1986–1987 pełnił funkcję zastępcy przewodniczącego Osipowickiego Rejonowego Komitetu Wykonawczego. Od 1987 do 1997 roku był przewodniczącym Komitetu Kultury Fizycznej i Sportu Mohylewskiego Obwodowego Komitetu Wykonawczego. W latach 1997–1998 pracował jako doradca prezydenta Białorusi. Od 16 marca 1998 do 16 kwietnia 1999 roku był ministrem sportu i turystyki Białorusi. W latach 2000–2001 był zastępcą kierownika Aparatu Rządu Zgromadzenia Parlamentarnego Związku Białorusi i Rosji. Od 2001 do 2004 roku ponownie pełnił funkcję doradcy prezydenta. W latach 2004–2006 pracował jako wykładowca, dyrektor Republikańskiej Szkoły Rezerw Olimpijskich. W 2006 roku był trenerem państwowym Ministerstwa Sportu i Turystyki Białorusi. Od 2006 do 2010 roku pracował jako główny specjalista w Zarządzie Budownictwa Kapitalnego Mińskiego Miejskiego Komitetu Wykonawczego. Od 2010 roku był dyrektorem generalnym Mińsk Areny i przewodniczącym Białoruskiego Związku Łyżwiarskiego. Od 2012 roku pełnił funkcję wiceprezesa Narodowego Komitetu Olimpijskiego Białorusi.

## Nagrody
- Honorowy Tytuł „Zasłużony Trener Republiki Białorusi”[1].